# クレマチス
クレマチス（Clematis）は、キンポウゲ科 センニンソウ属のこと。クレマチス属ともいう。学名あるい英語のclematisはセンニンソウ属の植物を指すが、日本では園芸用語としてこのセンニンソウ属の蔓性多年草のうち花が大きく観賞価値の高い品種を総称してクレマチスと呼ぶ。本項では、後者の園芸用語としてのクレマチスを扱うこととする。修景用のつる植物として人気があり、「蔓性植物の女王」と呼ばれている。クレマチスのKlemaはギリシア語で「蔓、巻きひげ」の意味。
テッセン（鉄線・鉄仙）およびカザグルマ（風車）はクレマチス（センニンソウ属）に属する種の名前だが、園芸用のクレマチス全体を指して「テッセン」や「カザグルマ」の名が使われることもある。

## 原種
センニンソウ属は北半球に広く分布している。クレマチスの原種は約300種類存在すると言われ、日本をはじめ世界各地に分布している。
花弁をもたず、花弁のように変化した萼を持つ点が特徴で、原種は花も小さく花色も限定される。種子（実際は果実）は先端に鞭状の突起があり、その表面に多数の綿毛をはやす。葉は三出複葉か二回三出複葉で、つる性のものでは葉柄は他の植物の茎などにやや巻き付き、掴むような感じになって茎を固定する。
日本産のものは、ボタンヅル、センニンソウ、ハンショウヅル、カザグルマ等がある。ボタンヅル、センニンソウと呼ばれるものは小型の白い花を多数着ける。ハンショウヅルは釣り鐘型の花を少数着ける。これらではなく、カザグルマのように大柄の上向きに平らに開いた花をつけるものが鑑賞用に喜ばれ、人工交配品による種も作られている。

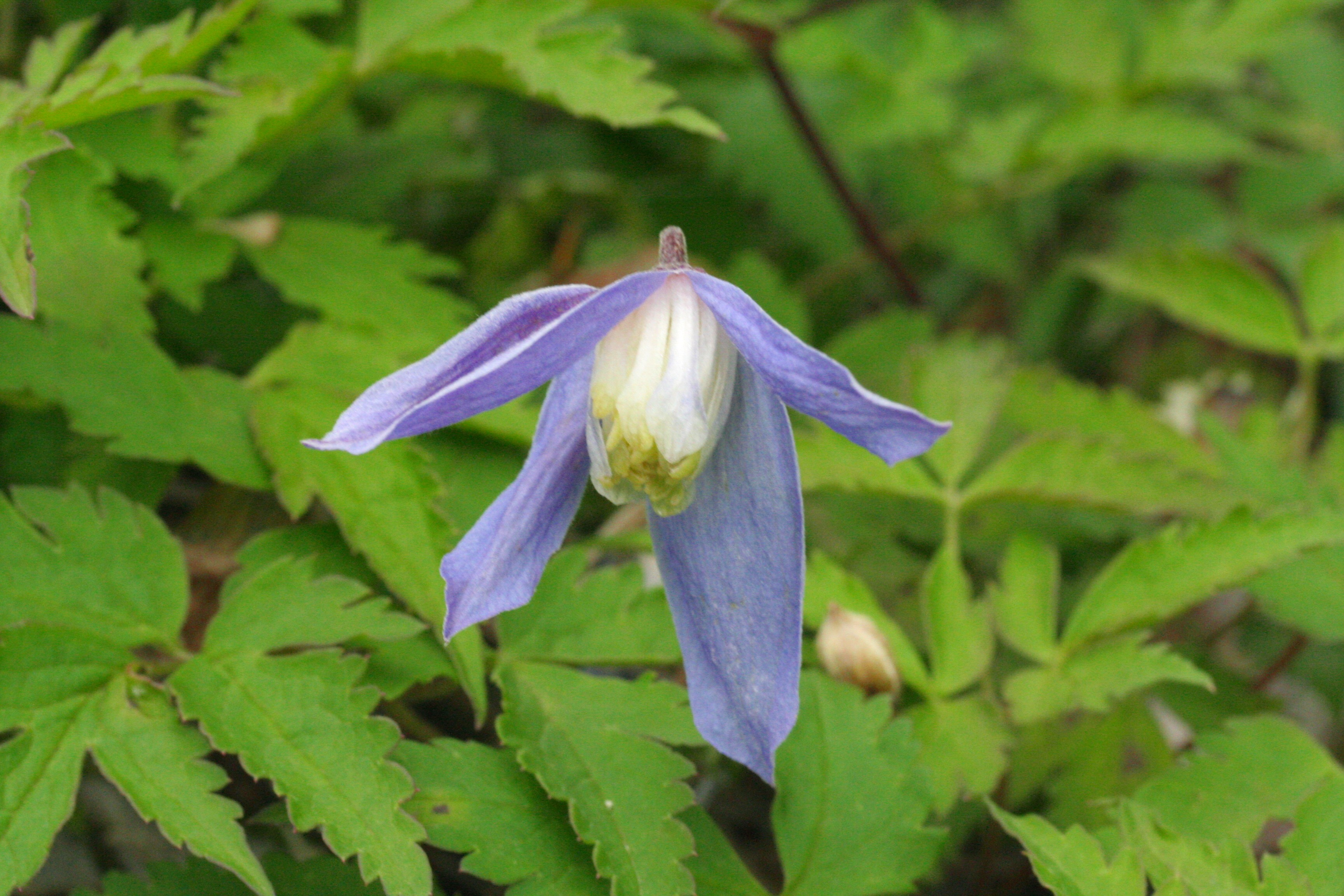
ミヤマハンショウヅル

- ミヤマハンショウヅル Clematis alpina ssp. ochotensis
- ボタンヅル Clematis apiifolia
- テッセン Clematis florida
- カザグルマ Clematis patens
- センニンソウ Clematis terniflora

## 園芸種としての歴史
1836年、植物学者のシーボルトによって日本の原種カザグルマがヨーロッパに紹介された。今日では、大輪品種の開発に最も頻繁に使用される種である。また、中国の原種テッセンなどもシーボルトによって、中国のラヌギノーサや日本の八重咲きのカザグルマ（雪おこし）はフォーチュンによってヨーロッパに渡り、それらの種やヨーロッパ原産の品種などと交配により現在では数多くの園芸品種が作出されている。原種をもとに何世紀にもわたって交配が続けられて来た結果、現在では2,000種を超える交配品種があると言われている。一重咲き、八重咲き、万重咲き、チューリップ咲き、釣鐘型と多くのバリエーションがみられる。
なお、日本にテッセンが渡来したのは16世紀と言われており、江戸時代にはテッセンやカザグルマを元にした園芸品種がいくつも作られていた。

## 園芸種としての利用
日本や中国では大輪のクレマチスを鉢に仕立てて鑑賞するが、ヨーロッパ原産種およびその交配種は花が小さいことから、主に修景に用いられる。ヨーロッパでは、何かにからみついて成長する性質から「愛」とも呼ばれている。また、涼しい日陰を提供することから「乙女の木陰の休憩所」「旅人の喜び」などの名前も持っている。そのほか、「悪魔の髪型」「老人のひげ」など変わった別名を持っている。最近はバラと組み合わせてオベリスクやアーチに絡めたり、ワイヤーで誘引し壁面を這わせる仕立て方が人気でイングリッシュガーデンの主役を飾る。

## 分類
クレマチスには大きく分けて、つるを残し越冬する旧枝咲き（モンタナ系、パテンス系など）や新旧両枝咲き（フロリダ系、ラヌギノーサ系など）と地上部が枯れ翌年に新枝を伸ばす新枝咲き（ビチセラ系、ジャックマニー系など）がある。かつては原種に基づいて分類されていたが、属間における絶え間ない交配により色々な系統が混ざり合うことで系統間にあった境界線があいまいになり、現在ではグループ分け自体が困難になってきている。以下に分類の一例を示す。

### 早咲き大輪系

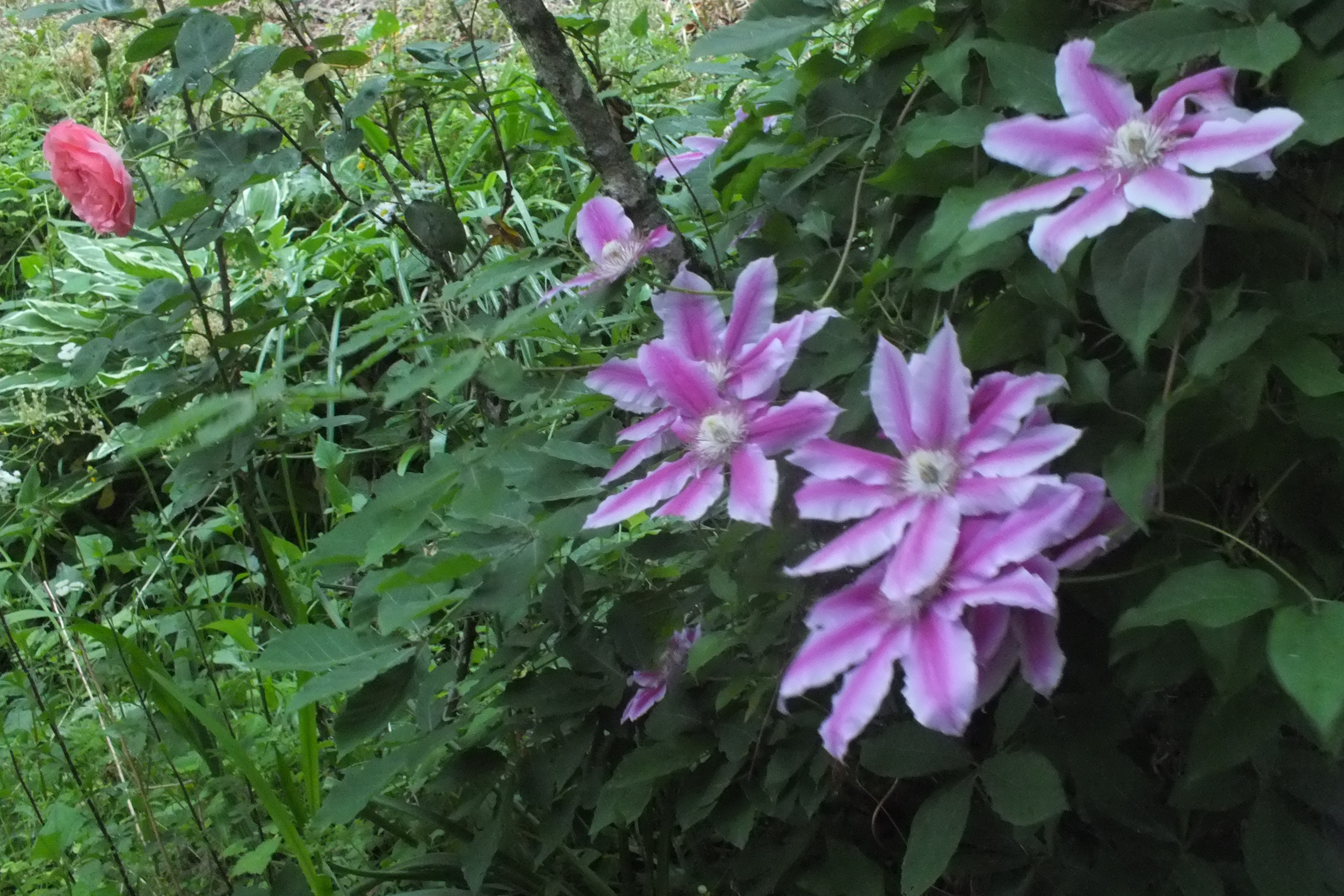
早咲き大輪系。4～5月に開花する。

かつてのパテンス系とフロリダ系を含む系統。4～5月に開花する。八重咲のものもある。旧枝咲きまたは新旧両枝咲き。代表的な品種はベルオブウォーキング、白万重など。

### 遅咲き大輪系
かつてのラヌギノーサ系とジャックマニー系を含む系統。6月頃から秋に開花する。新枝咲き。代表的な品種はプリンスチャールズ、ブルーエンジェル、ニオベなど。

### モンタナ系
4～5月にたくさんの小花を咲かせる。旧枝咲き。

### テキセンシス系
テキセンシスを原種とする系統。6月頃から初秋に開花する。花は一重でチューリップ形からベル形をしている。新枝咲き。代表的な品種はプリンセスダイアナなど。

### インテグリフォリア系
木立ち性または半つる性。新枝咲き。代表的な品種は篭口など。

### ヴィチセラ系
初夏から晩秋までたくさんの小花を咲かせる。新枝咲き。

### ヴィオルナ系
花はつぼ形かベル形で花径1.5～5cm程度。春遅くから秋にかけて開花する。新枝咲き。

### シルホサ系
10月～3月にかけて咲く冬咲き品種。花は小輪で下向きに咲く。代表的な品種はシルホサ、ジングルベルなど。

### アーマンディ系
3月ごろから開花する常緑品種。

## その他

### 毒性
茎や葉の汁が皮膚に付くとかぶれたり皮膚炎を起こすことがある。詳細はセンニンソウ属を参照。
この毒性を利用し、乞食がわざと自分の体を傷つけ、そこにクレマチスの葉をすりこむことがある。それは治療のためではなく、ただれたできものを作り、憐みを得ようとするためで、クレマチスには「乞食の植物」という別名がある。

## ギャラリー

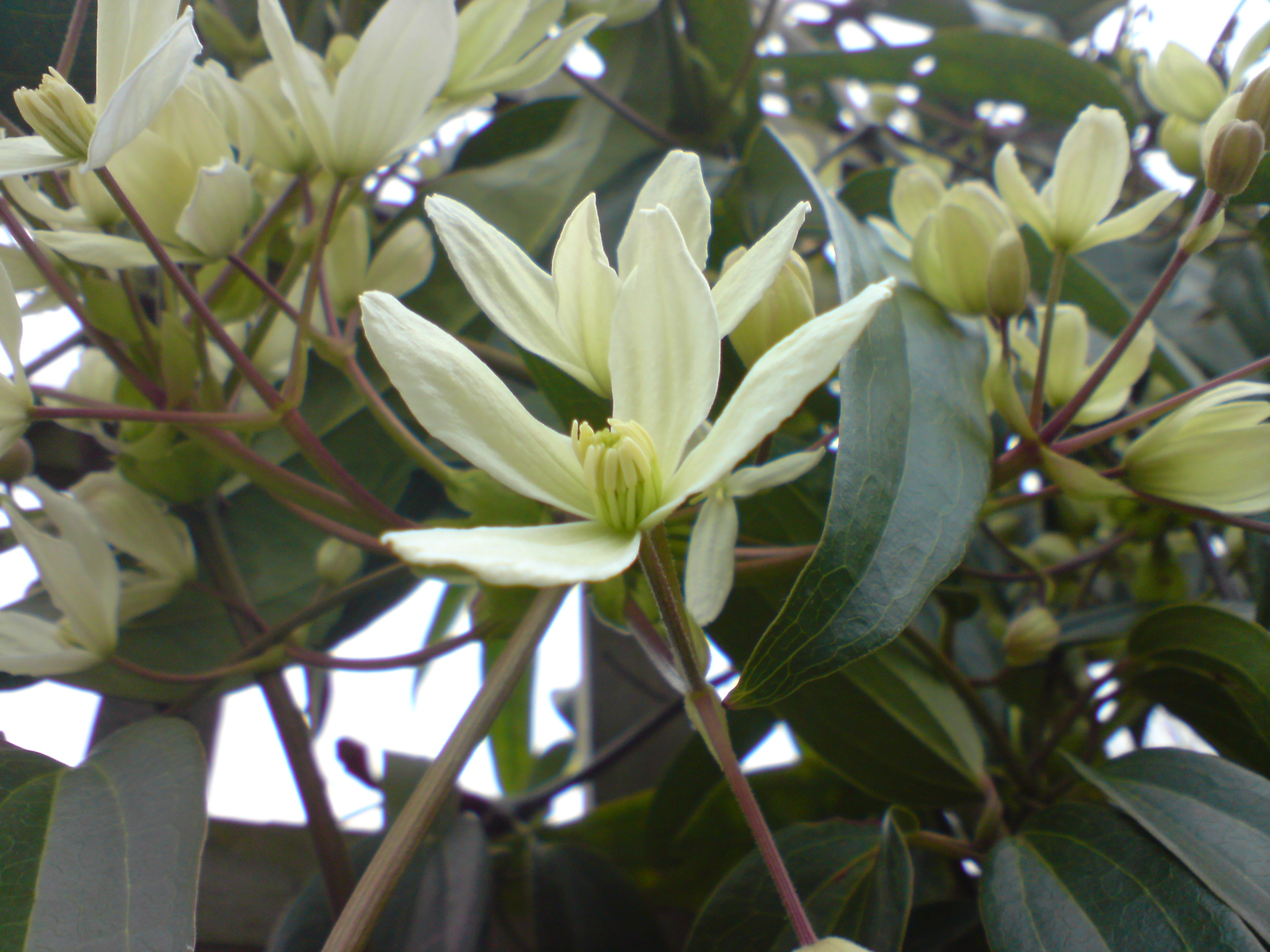
アーマンディ
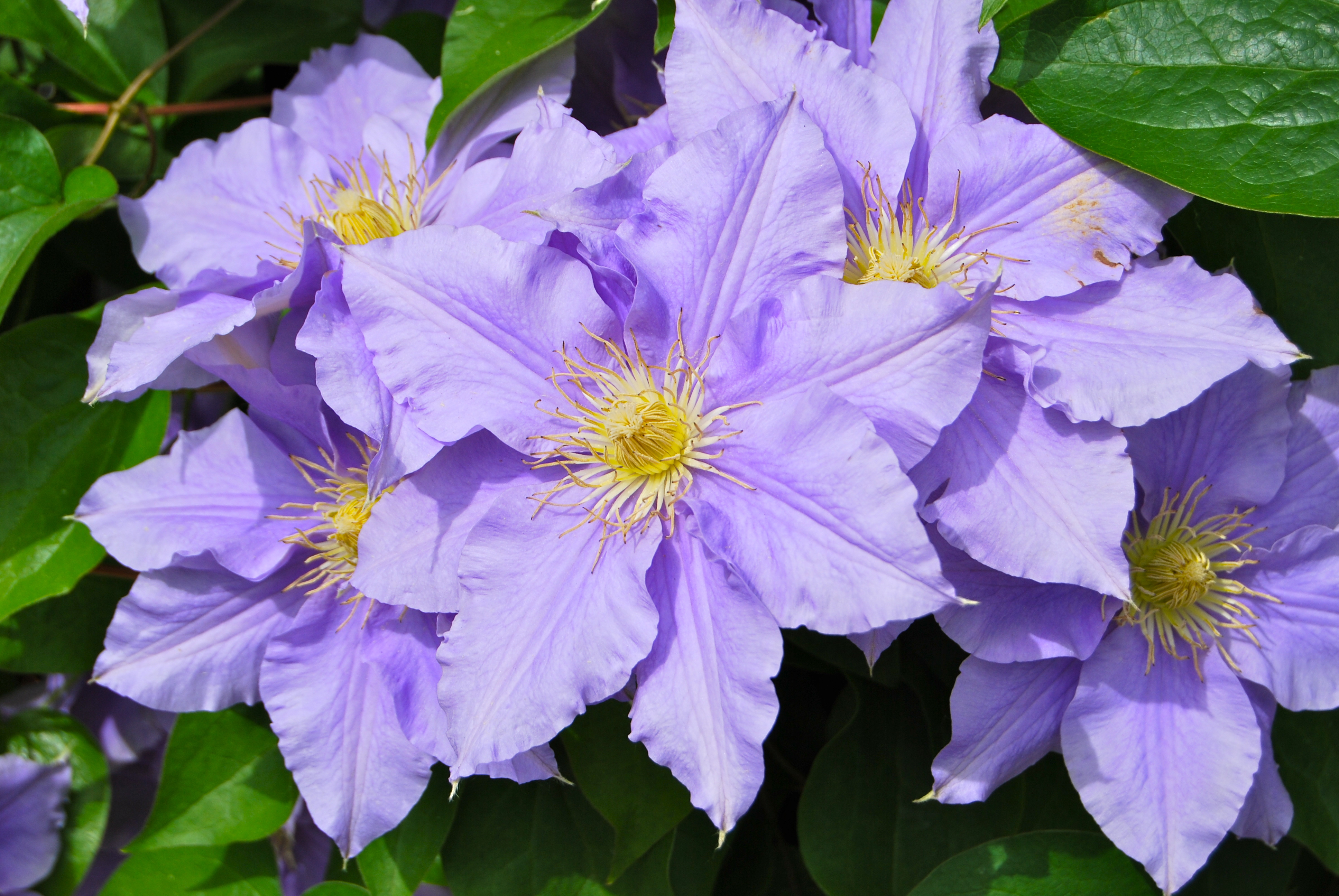
アレクサンドライト
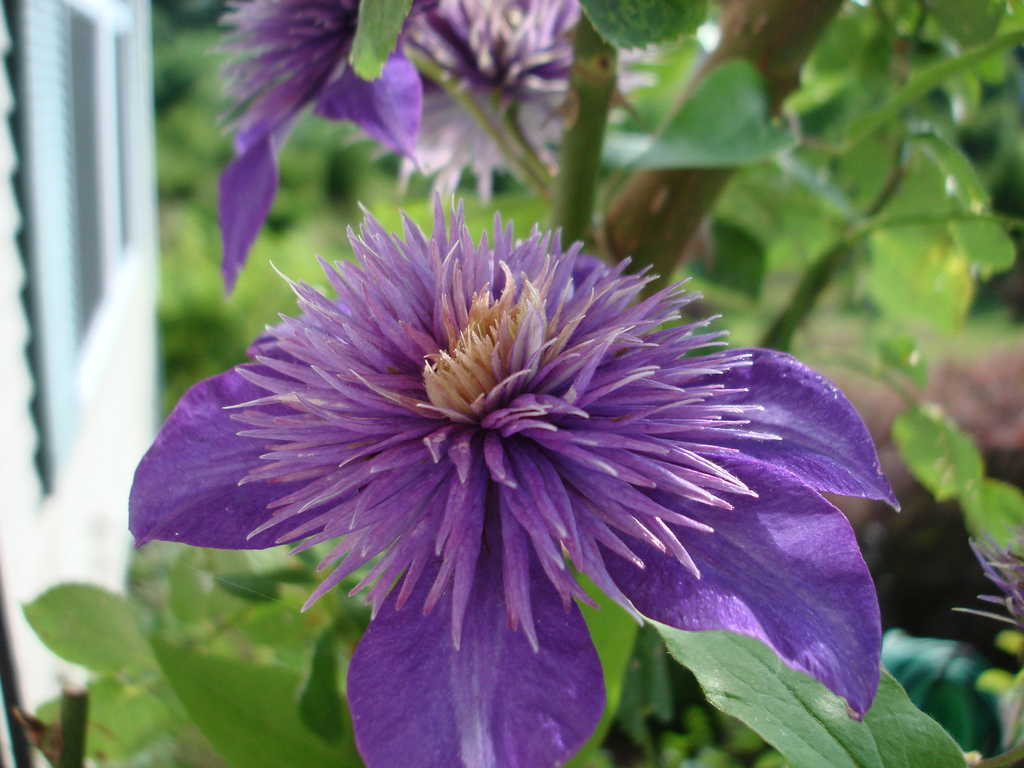
マルチブルー
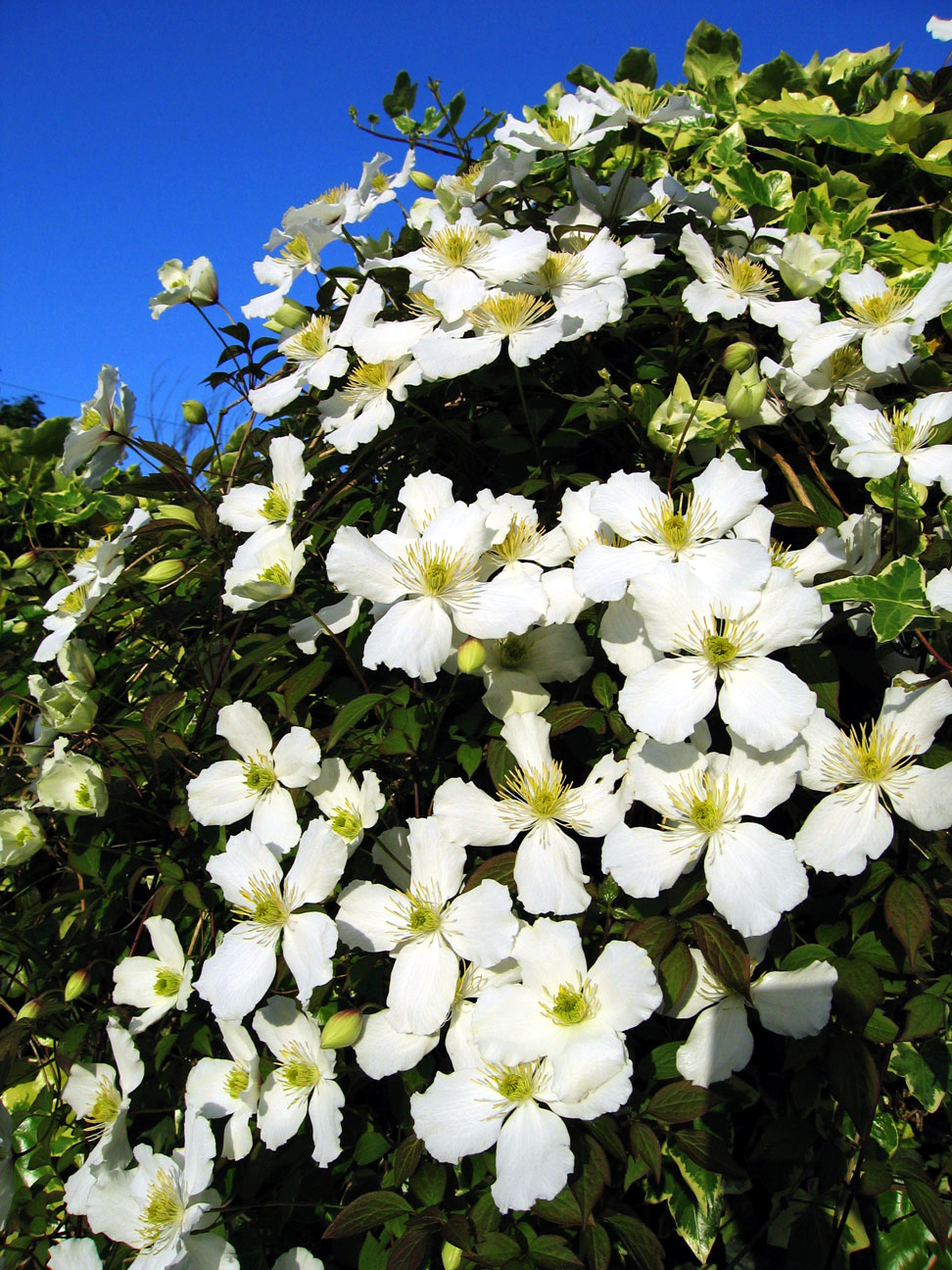
モンタナ
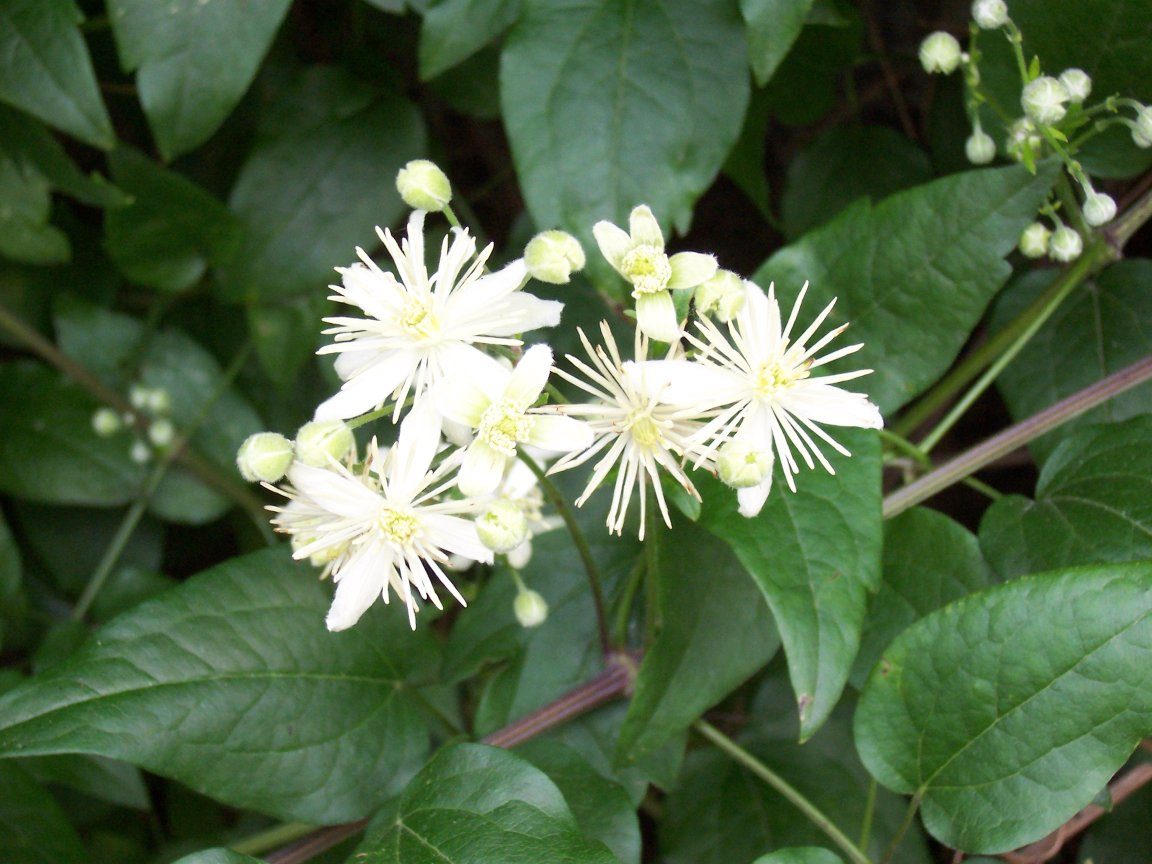
ヴィタルバ